# Барс-8ММК
Барс-8ММК (абр. від мобільний мінометний комплекс) — український самохідний міномет калібру 120 мм на шасі бронеавтомобіля «Барс-8».
Станом на 2020 рік було виготовлено щонайменше 12 мінометів.

## Історія
У жовтні 2017 року ДП «Укроборонсервіс» вперше продемонструвало мобільний мінометний комплекс UKR-MMC.
Під час прес-туру на НВО «Практика» в серпні 2019 року у цехах підприємства був помічений корпус мобільного мінометного комплексу «Барс-8ММК».
У рамках державного оборонного замовлення в одній з військових частин у вересні 2019 року пройшли приймально-здавальні випробування мобільних мінометів БАРС-8ММК 4909 120 А. Тоді повідомлялося, що партія з щонайменше 6 одиниць вперше надійшла до Збройних Сил України. У червні 2020 року ЗМІ повідомили, що хоча Укробонопром передав партію, але Міноборони відмовилось приймати її, повідомивши, що головна зброя машин — 120-мм міномети були з некондиційними стволами та не мали таблиць стрільби.
В жовтні 2020 року компанія «Укроборонсервіс» отримала наступну партію з шести базових бронеавтомобілів Барс-8. Ціна за одну машину з початку становила 7 415 551,13 грн. але згідно з додатковою угодою від вересня 2020 року (яка не оприлюднена) ціну бронемашини були знижено до 5,4 млн грн. Причому сама угода купівлі була фактично укладена у січні 2019 року та тривалий час була під загрозою зриву.
Слід також зазначити, що через штучний скандал, розкручений навколо черкаського автозаводу компанії «Богдан-Моторс» напередодні виборів Президента в 2019 році, новина про отримання чергової партії базових шасі для мобільного міномету спричинила хвилю громадського обурення. Тому, імовірно, ця партія — остання партія мобільних мінометів цієї моделі.

## Тактико-технічні характеристики
Загальні:
- Базаー бронеавтомобіль «Барс-8»
- Повна масаー до 12000 кг
- Екіпаж: 3
- Довжинаー 6707 мм
- Ширинаー 2525 мм
- Висотаー 2475 мм
- Колісна базаー 3670 мм
- Колісна формулаー 4х4
- Кліренсー 280 мм
- Двигунー дизель Cummins об'ємом 6.7 л, потужністю 385 к.с.
- Коробка передачー 6-ступінчаста МКПП
- Швидкість рухуー до 120 км/год
- Ємність паливних баківー 197 л
- Бронюванняー STANAG 4569 Level 2

- Озброєнняー120-мм міномет
- Максимальна дальність стрільбиー 7200 м
- Скорострільністьー 12 постр/хв
- Кути горизонтального наведенняー ± 60°
- Кути вертикального наведенняー від 45° до 90°
- Боєкомплект (возимий)ー 60 мін
- Час переведення з похідного положення у бойовеー 35 с
- Час переведення з бойового положення у похіднеー 25 с

Час готовності до стрільби з похідного положення — 35 секунд. Час переведення з бойового положення в похідне — не більше 25 секунд. Максимальна дальність стрільби зі штатного міномета 2Б11 при використанні штатних боєприпасів — до 7,2 км. Досвідчений розрахунок може забезпечити скорострільність до 12 пострілів в хвилину. У укладаннях боєкомплекту броньованої машини поміщається до 60 мін. Екіпаж бойової машини складається з трьох осіб, один з яких — механік водій.

## Оператори
- Україна — прийнято на озброєння. Перша партія із 6 машин надійшла у вересні 2019 року. Наступна партія з 6 машин передана в жовтні 2020 року.

### Україна
Першу батарею з шести мінометів БАРС-8ММК 4909 120 А Збройні Сили України отримали восени 2019 року.
За досвідом експлуатації першої батареї була модифікована та спрощена гідравлічна система розгортання міномета, замінені індикатори пучків заряду (зимою могли запотівати, тому що розміщені поза броньованою капсулою), також була замінена на новітню автономна метеостанція.
Очікувалось, що другу батарею армія отримає наприкінці 2020 — початку 2021 року. 30 вересня 2020 року, Черкаський автоскладальний завод № 2 ПАТ «АК „Богдан Моторс“» (станом на 2021 рік визнаний банкрутом та припинив своє існування) отримав контракт на постачання ДП «Укроборонсервіс» до 20 листопада 2020 року шести базових бронеавтомобілів.
В грудні 2021 року десантно-штурмові війська ЗСУ розпочали підконтрольну експлуатацію шести мобільних мінометних установок Барс-8ММК з другої партії.

## Галерея

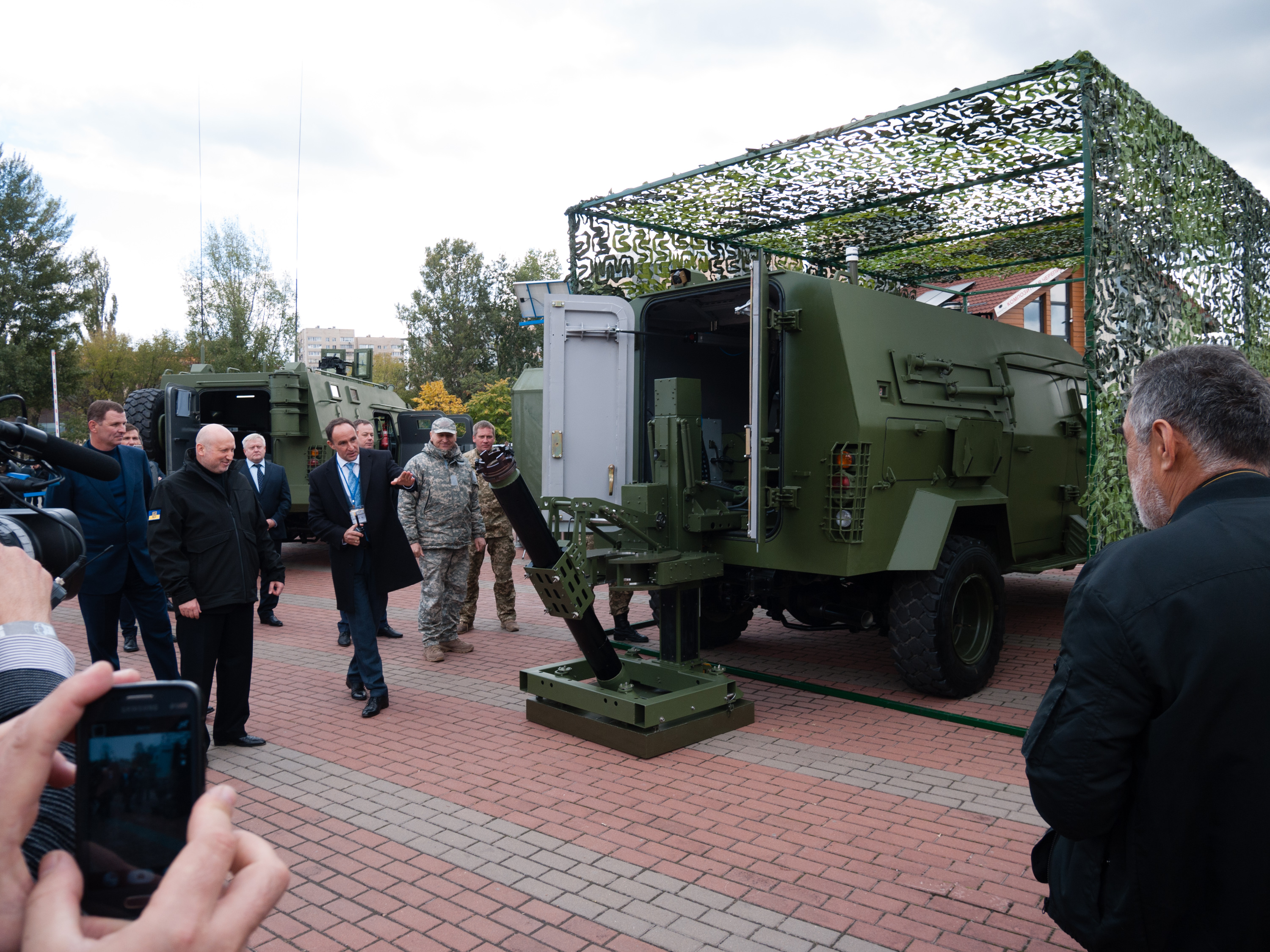
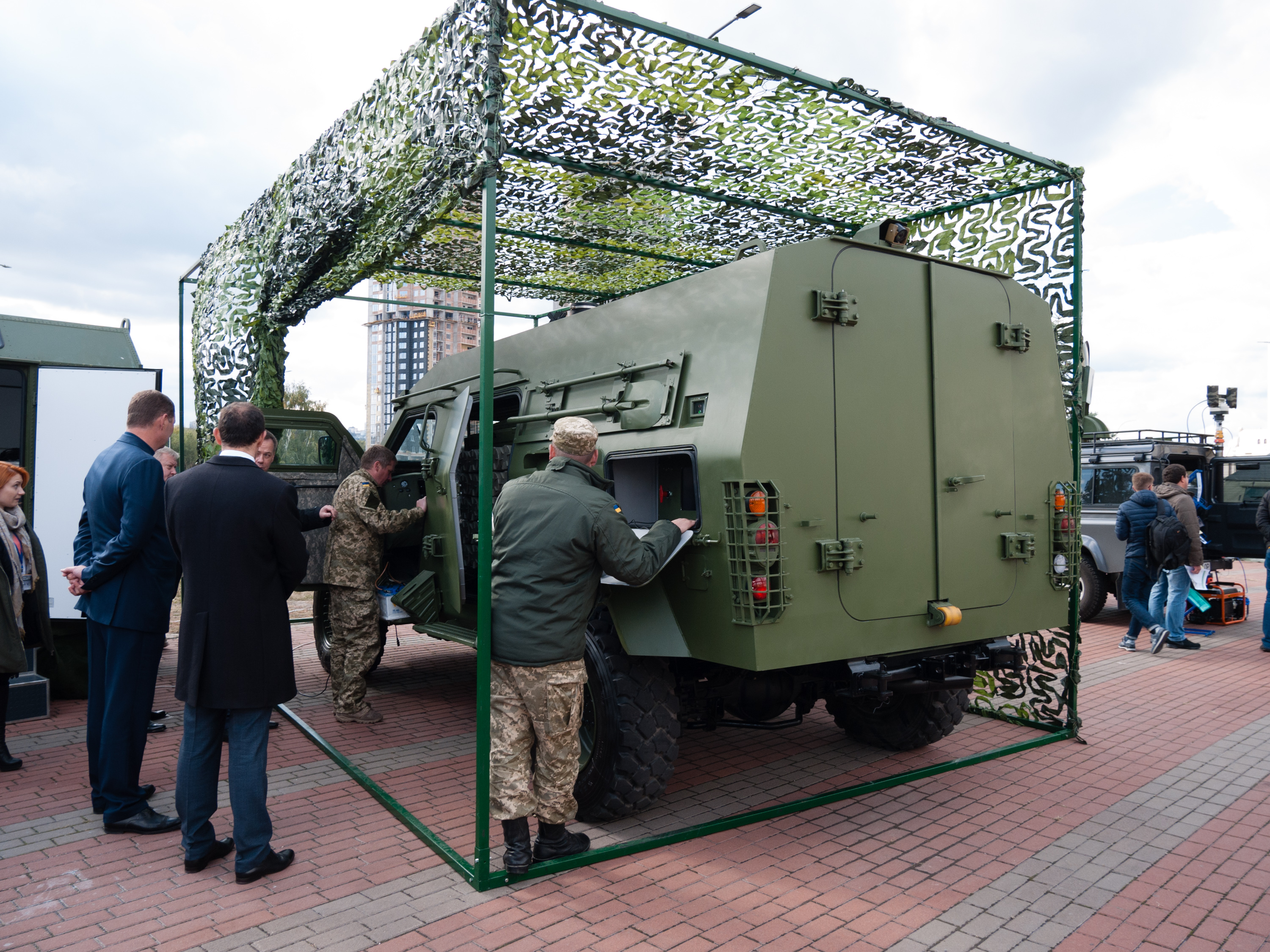
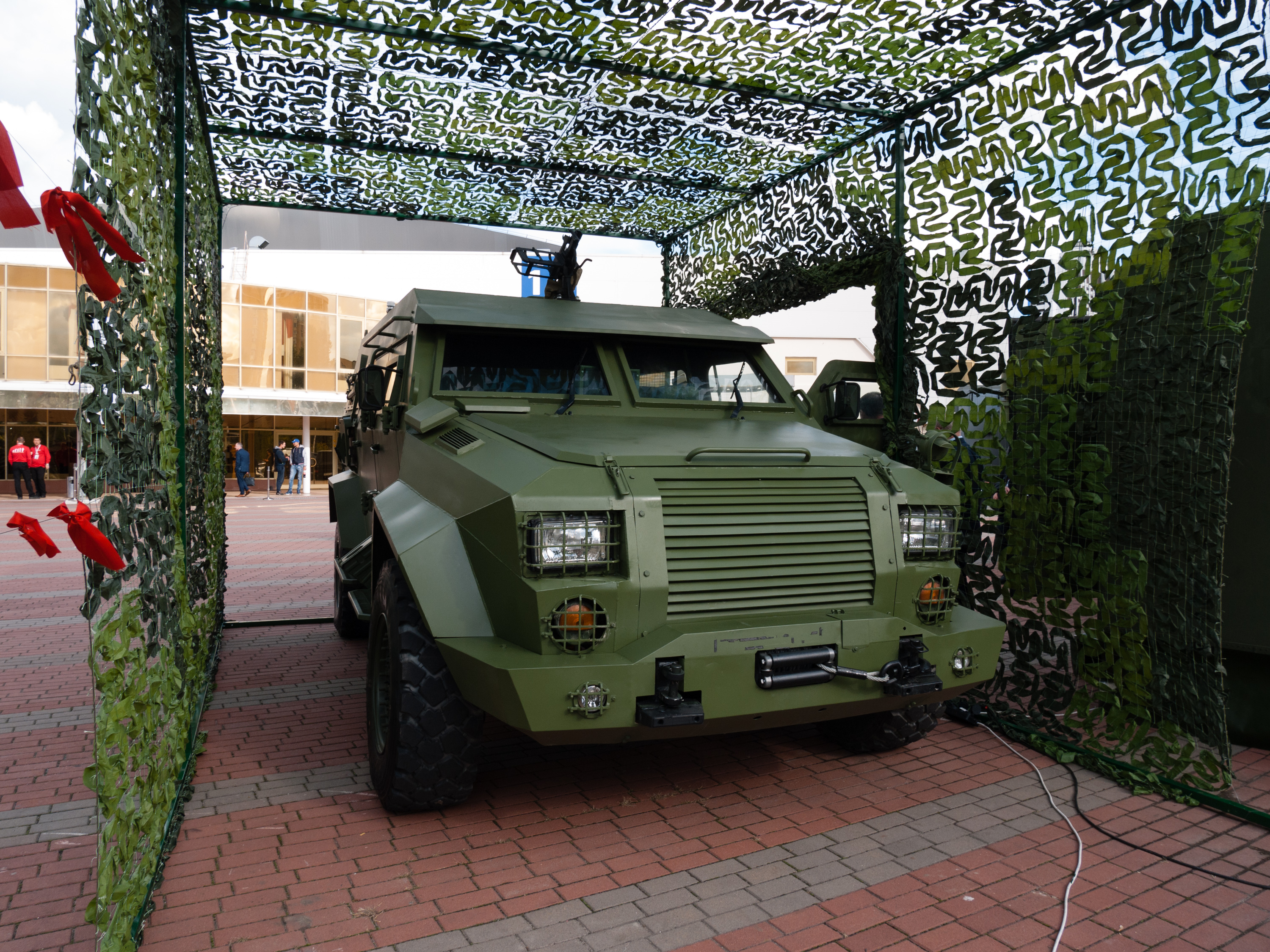